# Abrămuț
Abrămuț (en hongrois : Vedresábrány) est une commune roumaine du județ de Bihor, en Transylvanie, dans la région historique de la Crișana et dans la région de développement Nord-Ouest.

## Géographie
La commune d'Abrămuț est située au nord du județ, sur la rive droite de la rivière Barcău, dans la plaine de la Crișana, à 6 km au sud-ouest de Marghita et à 50 km au nord-est d'Oradea, le chef-lieu du județ. Le village de Petreu est le faubourg sud-ouest de la ville de Marghita.
La municipalité est composée des quatre villages suivants (nom hongrois), (population en 2002) :
- Abrămuț (Vedresábrány), (477), siège de la mairie ;
- Crestur (Apákeresztür), (506) ;
- Făncica (Érfancsika), (408) ;
- Petreu (Monospetri), (1 629).

## Histoire
La première mention écrite du village d'Abrămuț date de 1334 sous le nom de Magosabram.
La commune, qui appartenait au royaume de Hongrie, en a donc suivi l'histoire.
Après le compromis de 1867 entre Autrichiens et Hongrois de l'empire d'Autriche, la principauté de Transylvanie disparaît et, en 1876, le royaume de Hongrie est partagé en comitats. Abrămuț intègre le comitat de Bihar (Bihar vármegye) et le district de Margitta.
À la fin de la Première Guerre mondiale, l'Empire austro-hongrois disparaît et la commune rejoint la Grande Roumanie au traité de Trianon. À partir de 1920, elle a porté le nom de Abramul de Jos ; ce n'est qu'en 1936 qu'on lui a donné son nom roumain actuel.
En 1940, à la suite du deuxième arbitrage de Vienne, elle est annexée par la Hongrie jusqu'en 1944, période durant laquelle sa communauté juive est exterminée par les nazis. À la fin mai 1944, la petite communauté juive est rassemblée dans le ghetto d'Oradea et déportée vers Auschwitz. Elle réintègre la Roumanie après la Seconde Guerre mondiale au traité de Paris en 1947.

## Politique
| Période                                  | Période  | Identité     | Étiquette | Qualité |
| ---------------------------------------- | -------- | ------------ | --------- | ------- |
| Les données manquantes sont à compléter. |          |              |           |         |
|                                          | En cours | Barna Barcui | UDMR      |         |

| Parti | Parti                                               | Sièges |
| ----- | --------------------------------------------------- | ------ |
|       | Union démocrate magyare de Roumanie (UDMR)          | 9      |
|       | Parti social-démocrate (PSD)                        | 2      |
|       | Parti national libéral (PNL)                        | 1      |
|       | Forum démocratique des Allemands de Roumanie (FDGR) | 1      |

## Religions
En 2002, la composition religieuse de la commune était la suivante :
- Catholiques romains, 35,06 % ;
- Réformés, 29,90 % ;
- Chrétiens orthodoxes, 26,42 % ;
- Baptistes, 5,19 % ;
- Grecs-Catholiques, 1,55 % ;
- Pentecôtistes, 1,49 %.

## Démographie
En 1910, à l'époque austro-hongroise, la commune comptait 1 908 Hongrois (71,62 %) et 749 Roumains (28,12 %).
En 1930, on dénombrait 1 391 Hongrois (49,55 %), 1 214 Roumains (43,24 %), 104 Roms (3,71 %), 49 Juifs (1,75 %), 21 Slovaques (0,75 %) et 17 Allemands (0,61 %).
En 1956, après la Seconde Guerre mondiale, 2 032 Hongrois (64,78 %) côtoyaient 1 262 Roumains (40,23 %).
En 2002, la commune comptait 1 526 Hongrois (50,52 %), 898 Roumains (29,73 %), 568 Roms (18,80 %) et 22 Allemands (0,72 %). On comptait à cette date 1 140 ménages et 986 logements.
| 1880  | 1890  | 1900  | 1910  | 1920  | 1930  | 1941  | 1956  | 1966  |
| ----- | ----- | ----- | ----- | ----- | ----- | ----- | ----- | ----- |
| 1 683 | 2 043 | 2 303 | 2 664 | 2 529 | 2 807 | 3 023 | 3 137 | 3 301 |

| 1977  | 1992  | 2002  | 2007  | - | - | - | - | - |
| ----- | ----- | ----- | ----- | - | - | - | - | - |
| 3 245 | 2 842 | 3 020 | 3 125 | - | - | - | - | - |

## Économie
L'économie de la commune repose sur l'agriculture (céréales, pommes de terre, betteraves à sucre, fourrages, légumes, vigne). On y a également exploité du pétrole.

## Communications

### Routes
Abrămuț est située à quelques kilomètres au sud de la route nationale DN19B Marghita-Săcueni.

### Voies ferrées
La commune dispose de deux haltes sur la ligne ferroviaire Săcueni-Sărmășag.

## Lieux et monuments
- Abrămuț, église réformée datant de 1643, de style baroque, classée monument historique[7] ;
- Abrămuț, église orthodoxe datant de 1875[7] ;
- Crestur, église orthodoxe datant des XVe et XVIe siècles, classée monument historique[7] ;
- Petreu, église orthodoxe datant de 1901[7].